# 253e division de fusiliers (3e formation)
Pour les articles homonymes, voir 253e division.
La 253e division de fusiliers (russe : 253-я стрелковая дивизия)  est une division d'infanterie de l'Armée rouge pendant la Seconde Guerre mondiale.

## Historique

### Formation
Une première 253e division est créée en juillet 1941 et dissoute dès septembre, une nouvelle 253e division est formée en octobre 1941 avant d'être dissoute en mai-juin 1942.
La 253e division est formée pour la troisième fois en août 1942 dans le district militaire de la Volga.
Sa composition est la suivante :
- 975e régiment de fusiliers
- 981e régiment de fusiliers
- 983e régiment de fusiliers
- 808e régiment d'artillerie
- 327e groupe (divizion) antichar
- 346e compagnie de reconnaissance
- 551e bataillon de sapeurs
- 627e bataillon de transmissions (211e compagnie)
- 330e bataillon médical et sanitaire
- 292e compagnie de défense chimique
- 521e compagnie de transport automobile
- 363e boulangerie de campagne (369e boulangerie de campagne)
- 89e hôpital vétérinaire divisionnaire
- 2036e station postale de campagne
- 1180e bureau extérieur de la banque d'État

### Combats et décorations
Elle reçoit le 15 janvier 1944 le titre honorifique Kalinkavitchskaïa pour la libération de Kalinkavitchy. Elle est décorée de l'ordre du Drapeau rouge le 9 août 1944 pour sa participation à la libération de Lvov.
La division est décorée le 5 avril 1945 de l'ordre de Koutouzov, 2e classe, pour la prise des villes de Neustädtel, Neusalz, Freistadt, Sprottau, Goldberg, Jauer et Striegau lors de l'offensive de Basse-Silésie. Elle reçoit l'ordre de Souvorov, 2e classe, pour les combats de destruction de troupes allemandes encerclées au sud-est de Berlin.

### Dissolution
En juin 1945, la division est rattachée au 21e corps de fusiliers de la 3e armée de la Garde, subordonnée au groupement central des forces armées soviétiques. Elle est dissoute à l'été 1945, en application de l'ordre no 11096 de la Stavka du 29 mai 1945.